# Torontaler Zeitung
Die Torontaler Zeitung war eine deutschsprachige Wochenzeitung, die von 1883 bis 1902 und als Neugründung von 1932 bis 1940 in Perjamosch (rum. Periam, ung. Perjámos) in der Habsburgermonarchie im Königreich Ungarn und später im Königreich Rumänien erschienen ist. Die Zeitung unter der Schriftleitung von Alois Pirkmayer bot ihren Lesern politische Nachrichten aus dem In- und Ausland, Lokalmeldungen, Wirtschaftsnachrichten und ein Feuilleton. Als Beilagen erschienen die Allgemeinen Mitteilungen über Land- und Hauswirtschaft (1897–1898) und das Illustrierte Unterhaltungsblatt (1891–1899). Im Februar 1902 ging die Torontaler Zeitung in die Südungarische Bürger-Zeitung (1897–1918) auf, wo Pirkmayer ebenfalls die Schriftleitung übernahm. 1932 wurde sie in Großsanktnikolaus (rum. Sânnicolaul Mare) neugegründet und erschien bis 1940.